# Duby u Zámělíče
Duby u Zámělíče je dvojice památných stromů, dubů letních (Quercus robur) v Zámělíči, části města Poběžovice v okrese Domažlice. Rostou v nadmořské výšce 405 m v remízku mezi poli nad pravým břehem Pivoňky při jihovýchodním okraji zástavby vesnice.
Koruny stromu sahají do výšky 21 m, obvody kmenů měří 360 cm (měření 2013). Stromy jsou chráněné od roku 2013 jako biologicky významné a esteticky zajímavé stromy.

## Stromy v okolí
- Dub u Obecního lesa
- Zámecký buk
- Lípa u hřbitova